# Маргарит да Бриндізі
Маргарит да Бриндізі (італ. Margaritone, грец. Μαργαριτόνε; бл. 1149–1197) — військовий діяч Сицилійського королівства, 1-й пфальцграф Кефалонії та Закінфу, 1-й граф Мальти. Мав прізвисько «Новий Нептун».

## Життєпис
Ймовірно походив з родини сицилійських греків. Його ім'я напевне було спочатку Мегарит, яке було латинізовано на Маргарит. Почав свою діяльність під орудою великого адмірала Майо (Маттео) Барійського. після загибелі останнього 1160 року розпочав піратські напади на узбережжя Балканського півострова. Своєю базою обрав місто Бриндізі.
Його стрімкій кар'єрі сприяло одруження на зведеній сестрі короля Сицилійського Вільгельма II, який мав великій амбіції в завоюванні балканських земель.
1185 році призначається великим адміралом Сицилійського королівства. Невдовзі захопив у візантійців Іонічні острови, отримавши від Вільгельма II у винагороду пфальцграфство Кефалонії та Закінфу. Того ж року спільно з Танкредом, графом Лечче, Маргарит захопив Фессалоніки, одне з найбагатших міст Візантійської імперії. Після цього на чолі з флотом вони увійшли до Мармурового моря. Проте на суходолі сицилійське військо зазнало нищівної поразки. Маргарит да Бриндізі уникнув поразки і повернувся на Сицилію. У тому ж році Маргарит був спрямований Вільгельмом II до берегів Кіпру на допомогу Ісааку Комніну, який захопив владу на Кіпрі. Сицилійський флот під орудою Маргарита переміг візантійців на чолі із Іоанном Констостефаном біля Кіпру, а Ісаак Комнін здолав решту військ супротивника, що висадилися на острів.
У серпні 1187 року Маргарит на чолі флоту з 60 кораблів прибув до берегів Сирії і протягом 2 років патрулював узбережжя, перешкоджаючи Салах ад-Діну, султану Єгипту і Сирії, в його спробах завоювати порти хрестоносців. У липні 1188 року раптово прибувши в Триполі, Маргарит змусив мусульман зняти облогу з Крак де Шевальє. 1189 року захистив порти замок Маргат, міста Латакію і Тір. За свої звитяги Маргарит був прозваний хрестоносцями «Новим Нептуном».
Після смерті Вільгельма II 1189 року Маргарит був змушений повернутися на Сицилію, оскільки новий король Танкред був змушений захищати державу від імператора Генріха VI Гогенштауфена.
1190 року з флотом стояв в Мессіні, куди прибули англійський король Річард I і французький король Філіпп II. Внаслідок інтриг останнього й побоювання Танкреда претензій англійців на Сицилію відбулися сутички з загоном Річарда I. Останній змусив Йордана дю Пена і Маргарита да Бриндізі тікати з Мессіни. Після залагодження конфлікту Маргарит супроводжував французького короля в Третьому хрестовому поході, але невдовзі швидко повернувся.
У 1191 році останній взяв в облогу Неаполь, Маргарит рушив на захист міста. Спочатку розсіяв союзний імператору пізанський флот, потім деблокував Неаполітанську затоку, забезпечивши постачання харчів. Генріх VI, чия армія була виснажена епідемією, залишив Південну Італію. 1192 році Маргарит стає графом Мальти і Гозо.
Після смерті Танкреда у 1194 році Генріх VI знову вторгся в Південну Італію, а з моря його підтримував більш потужний Пізансько-генуезький флот, посилений 50 англійськими галерами. На цей раз Генріх VI, не зустрічаючи опору зайняв континентальну частину Сицилійського королівства, і висадився в Сицилії. Маргарит зі своїм флотом був змушений захищати Палермо. Незважаючи на те, що Маргарит був рішуче налаштований захищати місто до кінця, жителі Палермо капітулювали перед Генріхом VI 20 листопада того ж року.
Невдовзі Генріха VI було оголошено королем Сицилії. Маргарит проти волі брав участь у церемонії коронації Гогенштауфена 25 грудня 1194 року. 29 грудня 1194 Генріх VI оголосив про розкриття широкомасштабного змови проти нього, в якому була замішана вся верхівка сицилійської знаті. Всі учасники ймовірної змови були арештовані. Маргарита було засліплено й вислано до Німеччини. Маргарит помер в ув'язненні в 1197 році. Втім відповідно до Роджера Говеденського його було вбито в Римі 1200 року.

## Родина
Дружина — Марина, позашлюбна донька Вільгельма I, короля Сицилії
Діти:
- донька, дружина Маттео I Орсіні
- донька, дружина Леоне Ветрано, губернатора Корфу